# سكتم بكتم 3 (مسلسل)

## نجوم المسلسل
- فايز المالكي بدورين دحيم ومناحي
- فخرية خميس بدور ام دحيم
- علي المدفع بدو أبو دحيم

## الحلقات
- 1- حلقة الايمو
- 2- حلقة قيادة المراة
- 3- حلقة ازمة شغالات
- 4- ياسلامي عليكم
- 5- ساهر لجلك
- 6-التأمين
- 7- مركز التعنيف الشامل
- 8- ولاتسرفو
- 9-امنيهم
- 10- الام السعودية 1
- 11- الام السعودية 2
- 12- هجولة
- 13- قروب المعاديه
- 14- نهر الدموع (مسلسل خليجي)
- 15- التغريدة
- 16- قنبلة موقوتة
- 17- المطلقات
- 18- الفساد
- 19- غسيل أموال
- 20- سكر زيادة
- 21- التستر التجاري
- 22- ولاتنابذوا
- 23- حماية المستهلك
- 24- إنتخبو ام دحيم
- 25- النشاطات السعوديات
- 26- نقص المناعة
- 27- قديمك نديمك 1
- 28 قديمك نديمك 2
- 29 شي ماشفتوه